# ジャン＝ルー・ダバディ
ジャン＝ルー・ダバディ（Jean-Loup Dabadie、1938年9月27日 - 2020年5月24日）は、フランスの小説家、劇作家、ジャーナリスト、脚本家、作詞家。

## 人物
ミッシェル・ポルナレフ、セルジュ・レジアニ、ジュリアン・クレール、ミシェル・サルドゥーをはじめとする多くのシャンソン歌手の約350曲の作詞家、ギイ・ブドス、ミュリエル・ロバンらユーモリストの寸劇約200編の作者、クロード・ソーテ監督映画『すぎ去りし日の…』、『夕なぎ』、『ギャルソン』、クロード・ピノトー監督映画『平手打ち』、フランソワ・トリュフォー監督映画『私のように美しい娘』、ジャン・ベッケル監督映画『再会の夏』などの脚本家として知られる。2008年に大衆文化の分野から初めてアカデミー・フランセーズの会員に選出された。
息子はフィリップ・トルシエの通訳、フローラン・ダバディ。家族は他に、作家のジュヌヴィエーヴ・ドルマンとの間に娘クレマンティーヌ、再婚して18年間生活を共にしたアカデミー・ゴンクールの事務局長マリー・ダバディとの間に息子クレマンがある。

## 生涯

### 背景・教育
ジャン＝ルー・ダバディは1938年9月27日、パリに生まれた。一人っ子で、父マルセル・ダバディ（Marcel Dabadie）はジャン＝ルー・ダバディと同じく作詞家・劇作家で、モーリス・シュヴァリエ、ジャック兄弟、ジュリアン・クレールなどの曲の歌詞や、彼らが出演する映画・寸劇の台詞を書いていた。
翌1939年に第二次大戦が勃発し、出征した父がドイツで捕虜になると、母マッダレーナ（Maddalena）とともにイゼール県グルノーブルに隣接するラ・トロンシュの父方の祖父母のもとに身を寄せた。戦後、両親はパリで生活を再開したが、ダバディは祖父母に育てられ、特に音楽が好きな祖父の影響を受けた。
1950年にパリの両親のもとに戻り、19区のリセ・ジャンソン＝ド＝サイイに入学。文学が好きな優秀な学生で、早くも14歳でフランス語、ラテン語、ギリシア語のバカロレアを取得し、リセ・ルイ＝ル＝グランのグランゼコール準備級に進んだ。ソルボンヌ大学に学び、文学の学士号を取得した。
18歳のときに、ジャン・ヴィラールが主宰していたアヴィニョン演劇祭の国立民衆劇場（TNP）で研修生として学ぶ機会を得た。ヴィラールは1951年にジェラール・フィリップ、マリア・カザレスらの優れた俳優を迎えて劇団を結成し、古典劇の新解釈と現代劇の紹介によってアヴィニョン演劇祭を成功に導いた人物であり、ダバディは彼らとの活動を通して演劇への関心を深めることになった。

### 小説家・ジャーナリストとして
リセ・ルイ＝ル＝グランに学んでいた頃から小説を書き始め、複数の出版社に送っていたが、最初の小説『乾いた眼』を書き上げたのは19歳のときで、20歳のときにスイユ出版社から刊行された。翌年には第二作『家庭の神々』を同じくスイユ社から発表した。これらの作品が『アール・ゼ・スペクタクル（Arts et Spectacles）』誌編集部の目に留まり、同誌に寄稿し始めた。さらにジャーナリストのピエール・ラザレフがダバディの小説と雑誌掲載の記事を読んで、自ら創設した出版グループ「フランパール（Frampar）」に採用し、ラザレフ主宰の『ヌーヴォー・カンディッド（Le Nouveau Candide）』や、同じスイユ社から作品を発表し始めたばかりの若手作家フィリップ・ソレルス、ジャン＝エデルン・アリエらによって1960年に創刊された『テル・ケル』誌などにルポルタージュや美術評論を寄稿し、ジャーナリストとして本格的に活動を開始した。

### 劇作家として
1963年、兵役に服しているときに、フランスで活躍し始めたアルジェリア出身の若手作家・ユーモリストのギイ・ブドスの演技をテレビで見てすっかり魅せられ、寸劇「誕生日おめでとう、ポーレット」と「ボクサー」を執筆して彼に送ったところ、数か月後にギイ・ブドスがこの2作を上演し、大成功を博した。2作ともギイ・ブドスの代表作となり、ダバディは以後、生涯にわたってギイ・ブドスのために作品を書き続けた。ギイ・ブドスの息子で劇作家・映画監督・俳優のニコラ・ブドスは代父であるダバディが死去した翌日に追悼の言葉を送り、ダバディは自分の「第二の父」であったと語った。ギイ・ブドスはダバディが死去した4日後（2020年5月28日）に死去した。
コメディーではこのほか、ミュリエル・ロバン、シルヴィー・ジョリー、ミシェル・ガラブリュ、ジャック・ヴィルレ、ピエール・パルマードらのために約200編の寸劇を書いている。
記者として活躍しながら、テレビ番組の制作にも携わり、ジャン＝クリストフ・アヴェルティの人気番組「レ・レザン・ヴェール（緑のブドウ、Les Raisins verts）」の制作に協力した。また、国立民衆劇場での経験から演劇への関心を深めた彼は、映画の制作にも関わり、ジャック・ポワトルノー共同監督の映画『パリジェンヌ（Les Parisiennes）』第四話「エラ（Ella）」（1961年）、『客の算段（Tête du client）』（1965年）、『1人のエースに4人のクイーン（Carré de dames pour un as）』（1966年）の台詞を書いた。
1967年、28歳のときに最初の戯曲『深紅の家族』を執筆し、9区のパリ劇場でピエール・ブラッスール、フランソワーズ・ロゼー、ロージー・ヴァルトらの出演によって上演されたのを機に、「スペクタクル」のための作品を書くことに専念する決意をした。彼はこのとき、「劇場には私が好きなもののすべて、私を笑わせるものすべて、私を泣かせるものすべてがある。そこに少しでも近づくためにすべてを捨てた。私に何が起ころうと、それは自業自得というものだ」と語った。

### 脚本家として
クロード・ソーテ監督との出会いは、映画界における彼の地位を不動のものにした。1970年に上映された『すぎ去りし日の…』（ミシェル・ピコリ、ロミー・シュナイダー主演）が大成功を収め、以後、ソーテ監督の『はめる / 狙われた獲物』（1971年）、『夕なぎ』（1972年）、『友情』、『ありふれた愛のストーリー』（1978年）、『ギャルソン』（1983年）などの脚本を次々と手がけた。このうち、『夕なぎ』の脚本と『ギャルソン』の脚本（およびこれまでの全作品）、クロード・ピノトー監督の『平手打ち』（1974年）の脚本は、アカデミー・フランセーズのジャン・ル・デュック賞を受賞した。
また、イヴ・ロベール監督の喜劇映画の脚本を多く手がけるほか（作品一覧参照）、フランソワ・トリュフォー監督『私のように美しい娘』、ジャン＝ポール・ラプノー監督『うず潮』（1975年）、フランシス・ジロー『デサント・オ・ザンファー - 地獄に堕ちて』（1986年）、最近ではジャン・ベッケル監督の『再会の夏』などの脚本を書いた。

### 作詞家として
一方、作詞家としても活躍し、最初は1967年にセルジュ・レジアニから彼がモンパルナスのミュージックホール「ボビノ」で行う芝居のための作詞を依頼され、ダバディは「マリー・シュヌヴァンス（Marie Chenevance）」を書いた。この曲は、バルバラが1971年に歌ってヒットした。
ダバディはとりわけ、ミッシェル・ポルナレフの代表作「渚の想い出（Tous les bateaux, tous les oiseaux）」、「愛の休日（Holidays）」、「天国への道（On ira tous au paradis）」、「からっぽの家（Dans la maison vide）」、「フランスへの手紙 /（邦題）哀しみのエトランゼ（Lettre à France）」などの歌詞を書いたことで世界的に知られることになった。1977年に発表された「フランスへの手紙」は、ポルナレフが脱税容疑でアメリカに逃れ、帰国できない状況にあったとき、ダバディが彼に送った「フランスよ、あなたを愛している」という詩であり、ポルナレフから返事はなかったが、2か月後に偶然ラジオで聞いたポルナレフの「フランスへの手紙」は、一字一句違わない「フランスよ、あなたを愛している」であった。
ダバディはイヴ・モンタンの「お勘定（L’addition）」、レジーヌの「私は私の物語（Moi mes histoires）」（ポルナレフ作曲）、ジョニー・アリディの「俺は影と結婚した（J’ai épousé une ombre）」、ミシェル・サルドゥーの「心配しない母親たち（Les mamans qui s'en vont）」、「彼だから、僕だから（Parce que c'était lui parce que c'était moi）」、「あばよ（Salut）」、「守勢（La Défensive）」のほか、ジャック・デュトロン、ジャン・ギャバン、ロベール・シャルルボワ、ジュリエット・グレコなどの曲の作詞も手がけ、特にジュアン・クレールとは、代表作「旅立ち（Partir）」、「私の好み（Ma préférence）」、「女性たちよ、愛している（Femmes, je vous aime）」をはじめとして長年にわたって共同で制作した。

### アカデミー・フランセーズ会員
2008年4月10日、アカデミー・フランセーズの会員に選出された。席次19、小説家ピエール・モワノーの後任で、2009年3月12日に正式に就任した。400年近い歴史のあるアカデミー・フランセーズにおいて、大衆文化の分野から選出されたのは初めてであり、終身事務局長を務めるエレーヌ・カレール・ダンコースはかつて、アカデミーは国民的シャンソン歌手のシャルル・トレネを「捕まえそこねた」と語っていた。ダバディの会員就任式で歓迎の辞を述べた作家・評論家のフレデリック・ヴィトゥーは、ダバディの多作で幅広い活動に触れて、彼が占める席は1つではなく、脚本家、作詞家、小説家、寸劇や台詞も手がけて「4つか5つの席を占めている」と語った。

### 死去・家族葬
2020年5月24日、パリ13区のサルペトリエール病院で死去、享年81歳。ジョルジュ・シムノンの小説『緑の鎧戸（Les Volets verts）』の脚色を終えたばかりであった。この作品にはジェラール・ドパルデューの出演が予定されていた。
子どもの頃から親しんだ土地で、セカンドハウスがあるシャラント＝マリティーム県イル・ド・レのレ・ポルト＝アン＝レで家族葬が行われ、同地に埋葬された。

## 受賞・栄誉
特記する場合を除いて、出典はアカデミー・フランセーズ公式ウェブサイト。

### 受賞
- アカデミー・フランセーズのジャン・ル・デュック賞（フランス語版） - 『夕なぎ』に対して（1972年）、『平手打ち』に対して（1974年）、『ギャルソン』に対して（1983年）[22]
- アカデミー・フランセーズの映画大賞 - 全作品に対して（1983年）
- 作詞家・作曲家・音楽出版社協会（フランス語版）（SACEM）の Sacem大賞（フランス語版）（ユーモア部門、1984年）
- 脚色家のモリエール（フランス語版）（正式名称：外国作品の脚色家のモリエール）- ウィリアム・ギブソンの戯曲『ふたりでシーソー』の脚色に対して（1987年）[注 2]
- Sacem大賞（フランス・シャンソン大賞、2000年）
- フランス語レーモン・ドゥヴォス賞（フランス語版）（2004年）
- 劇作家・作曲家協会（フランス語版）のアンリ・ジャンソン賞（フランス語版）（2004年）
- ヴィクトワール・ド・ラ・ミュジーク（フランス語版）名誉賞（2009年）[31][32]

### 受章
- レジオンドヌール勲章コマンドゥール
- 国家功労勲章オフィシエ
- 芸術文化勲章コマンドゥール

## 作品
- 1959年、Les Yeux secs, Seuil - 小説（乾いた眼）
- 1960年、Les Dieux du foyer, Seuil - 小説（家庭の神々）
- 1967年、La Famille écarlate - 戯曲（深紅の家族）
- 1969年、Vison voyageur - 戯曲（旅するミンク）
- 1970年、Les Choses de la vie - 脚本（人生のあれこれ）
  - クロード・ソーテ監督『すぎ去りし日の…』
- 1971年、La Poudre d'escampette - 脚本（尻に帆）
- 1971年、Max et les ferrailleurs - 脚本（マックスと鉄屑拾い）
  - クロード・ソーテ監督『はめる / 狙われた獲物』
- 1972年、Chère Louise - 脚本（愛しのルイーズ）フィリップ・ド・ブロカ監督
- 1972年、Le légume - 戯曲（野菜、原作：F・スコット・フィッツジェラルドの同名の戯曲の翻案）
- 1972年、Une belle fille comme moi - 脚本
  - フランソワ・トリュフォー監督『私のように美しい娘』
- 1972年、César et Rosalie（セザールとロザリー）
  - クロード・ソーテ監督『夕なぎ』
- 1973年、Le Silencieux - 脚本（物言わぬ者）
  - クロード・ピノトー監督『死にゆく者への調べ』
- 1973年、Salut l'artiste - 脚本（こんにちは、芸術家）イヴ・ロベール監督
- 1974年、Madame Marguerite - 戯曲（マルグリット夫人）
- 1974年、Vincent, François, Paul… et les autres - 脚本（ヴァンサン、フランソワ、ポールほか）
  - クロード・ソーテ監督『友情』
- 1974年、La Gifle - 脚本
  - クロード・ピノトー監督『平手打ち』（日本未公開）
- 1975年、Le Sauvage - 脚本（野生）
  - ジャン＝ポール・ラプノー監督『うず潮』
- 1976年、Un éléphant ça trompe énormément - 脚本（ゾウ、とんでもない裏切りだ）
  - イヴ・ロベール監督
  - ジーン・ワイルダー監督『ウーマン・イン・レッド』（1985年）の原案
- 1977年、Violette et François - 脚本（ヴィオレットとフランソワ）
  - ジャック・ルーフィオ（フランス語版）監督『イザベル・アジャーニの女泥棒』
- 1977年、Nous irons tous au paradis - 脚本（我々はみな、天国へ行く）イヴ・ロベール監督
- 1978年、Une histoire simple - 脚本
  - クロード・ソーテ監督『ありふれた愛のストーリー』
- 1979年、Courage fuyons - 脚本（がんばれ、逃げよう）イヴ・ロベール監督
- 1981年、Clara et les Chics Types - 脚本（クララとシックな奴ら）
- 1983年、Attention, une femme peut en cacher une autre ! - 脚本（気をつけて、女のなかにはもう一人の女が隠れているかもしれない）ジョルジュ・ロートネル監督
- 1983年、Garçon ! - 脚本
  - クロード・ソーテ監督『ギャルソン!』
- 1984年、La 7e Cible - 脚本
  - クロード・ピノトー監督『7thターゲット / 第7の標的』
- 1985年、Deux sur la balançoire - 戯曲
  - ウィリアム・ギブソンの戯曲『ふたりでシーソー』の脚色
- 1986年、Descente aux enfers - 脚本
  - フランシス・ジロー（フランス語版）『デサント・オ・ザンファー - 地獄に堕ちて』
- 1986年、Double mixte - 戯曲（混合ダブルス）
- 1988年、D'Artagnan - 戯曲（ダルタニャン）
- 1990年、Quelque part dans cette vie - 戯曲 - 脚色、監督（この人生のどこかで）原作イスラエル・ホロヴィッツ（英語版）
- 1992年、Le Bal des casse-pieds - 脚本（うるさいやつらの舞踏会）イヴ・ロベール監督
- 1993年、Bonne fête Paulette - 寸劇（誕生日おめでとう、ポーレット）
- 1993年、Je ne suis pas un homme facile - 戯曲（俺は尻軽男ではない）
- 1999年、Comédie privée - 戯曲（私的な喜劇）
- 2000年、La Bicyclette bleue - 脚本、脚色、台詞
  - ティエリー・ビニスティ（フランス語版）監督『青い自転車』（日本未公開）
- 2002年、Même heure l'année prochaine… - 戯曲（来年、また同じ時刻に）
- 2007年、Tant d'amour - 歌詞（こんなにも愛…）
- 2010年、La Tête en friche - 脚本（未開墾の頭）
- 2011年、Gérald K. Gérald - 脚本、脚色、台詞（ジェラール・K・ジェラール）
- 2014年、Bon rétablissement ! - 脚本（早く良くなって！）
- 2018年、Le Collier rouge（赤い首輪）原作ジャン＝クリストフ・リュファン
  - ジャン・ベッケル監督『再会の夏』